# Dreifaltigkeitskapelle (Großhesselohe)

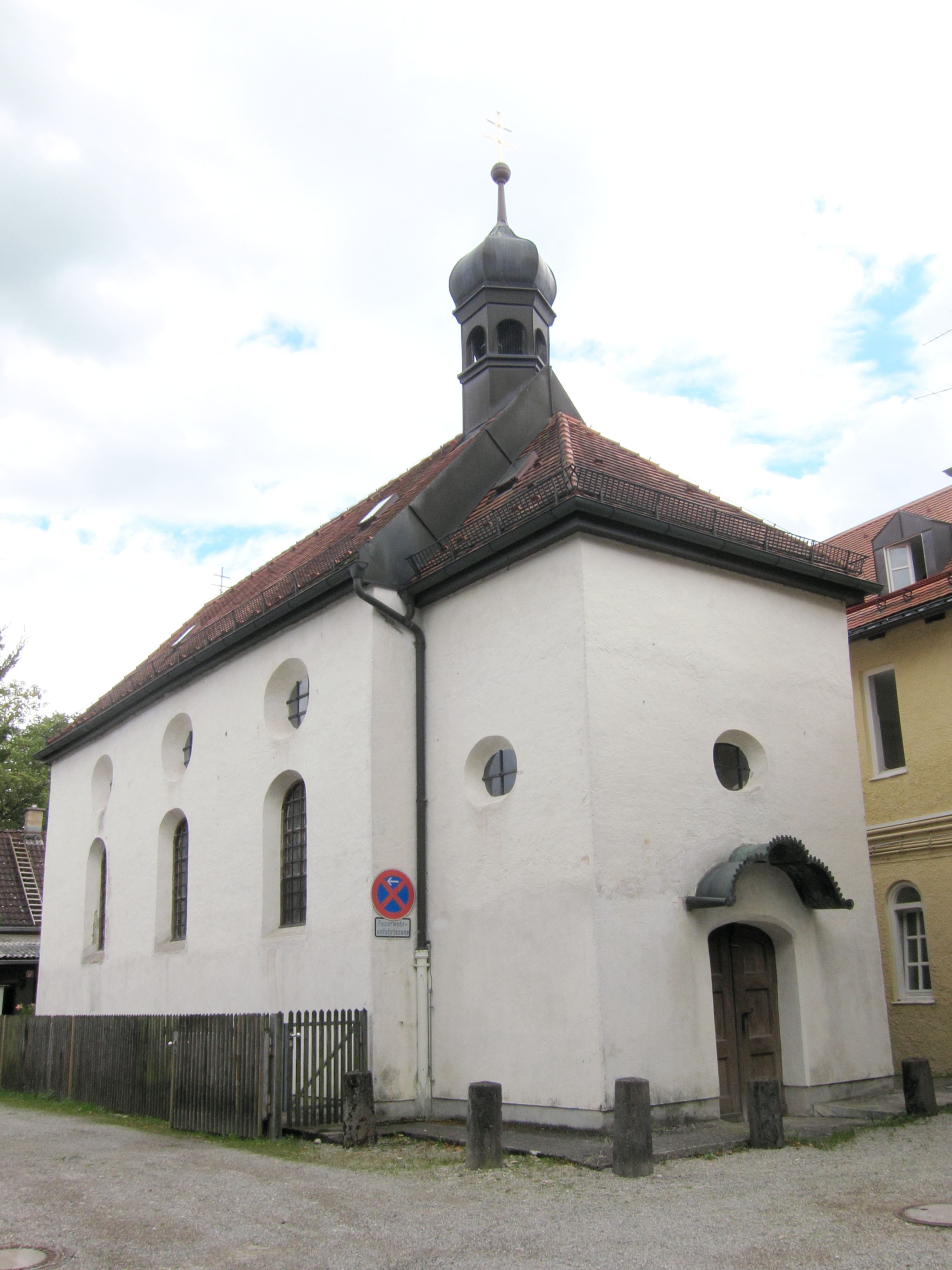
Heilige Dreifaltigkeit in Großhesselohe

Die Kapelle Heilige Dreifaltigkeit, zur Abgrenzung von der gleichnamigen Pfarrkirche auch Dreifaltigkeitskapelle genannt, ist ein Kirchengebäude der römisch-katholischen Kirche in Großhesselohe, einem Ortsteil der oberbayerischen Gemeinde Pullach im Isartal im Landkreis München. Die Kirche ist der heiligen Dreifaltigkeit geweiht und gehört zu der Pfarrei Heilig Dreifaltigkeit im Pfarrverband Pullach-Großhesselohe. Das Bauwerk ist als Baudenkmal in die Bayerische Denkmalliste eingetragen.

## Lage
Die Kapelle liegt an der Georg-Kalb-Straße 3 a auf einer leichten Anhöhe unmittelbar nördlich des Hauptgebäudes der Waldwirtschaft Großhesselohe. Nördlich der Kapelle liegt ein Gebäudeteil der ehemaligen Brauerei.

## Geschichte
Die Entstehung der Kapelle ist eng mit der Geschichte Hesselohes verknüpft, dessen sprechender Name etymologisch die Gegend als lichten Haselwald beschreibt. Der letzte Agilolfinger Herzog Tassilo III. (742–796). 776 übertrug die villa bei Hesinloch, den Hof Hesselohe, mit all ihren Besitzungen als Schenkung an das Benediktiner-Kloster Schäftlarn (gegründet 762). Jahrhunderte später sind Wald und Schwaige Hesselohe in weltlicher Hand. Im Jahr 1301 kauft das Heilig-Geist-Spital (München) in München von Konrad, dem Baierbrunner, dem letzten seines Geschlechts, für 55 Pfund Pfennige die Schwaige bei Hesselohe. Für die Kranken und Armen, die das Spital, die erste Sozialstation Münchens, betreute, bildete die Schwaige Hesselohe eine wichtige Versorgungsgrundlage. 1330/32 geht die Verwaltung des Spitals, das anfänglich von einer Bruderschaft und in der Folge vom Orden der Brüder vom Heiligen Geist sowie von bürgerlichem Engagement getragen wurde, vollständig an den Münchner Magistrat über. 
Da sich für einen eventuellen Kapellenbau bereits im 14. Jahrhundert (Dehio) in der Konradinischen(1315) und Sunderndorfischen Matrikel (1524) kein Eintrag findet, könnte das in der Liste der Landkirchen von München von 1557 aufgeführte Eschelohe der erste Beleg für eine zur spitaleigenen Schwaige gehörige Kapelle sein. Zeugnisse, die auf das Vorhandensein einer Kapelle für die erste Hälfte des 17. Jahrhunderts schließen lassen, sind ein Ewiggeldbrief aus dem Jahr 1615, ein aus dieser Zeit stammendes Altargemälde, das sich heute in der Sakristei der Kapelle befindet, und der Einsatz der vom Heilig-Geist-Spital in München nach Hesselohe geschickten Klausner, deren Aufgabe im Mesner-Dienst bestand, aber auch in der seelsorglichen Betreuung der Bediensteten der Schwaige. 

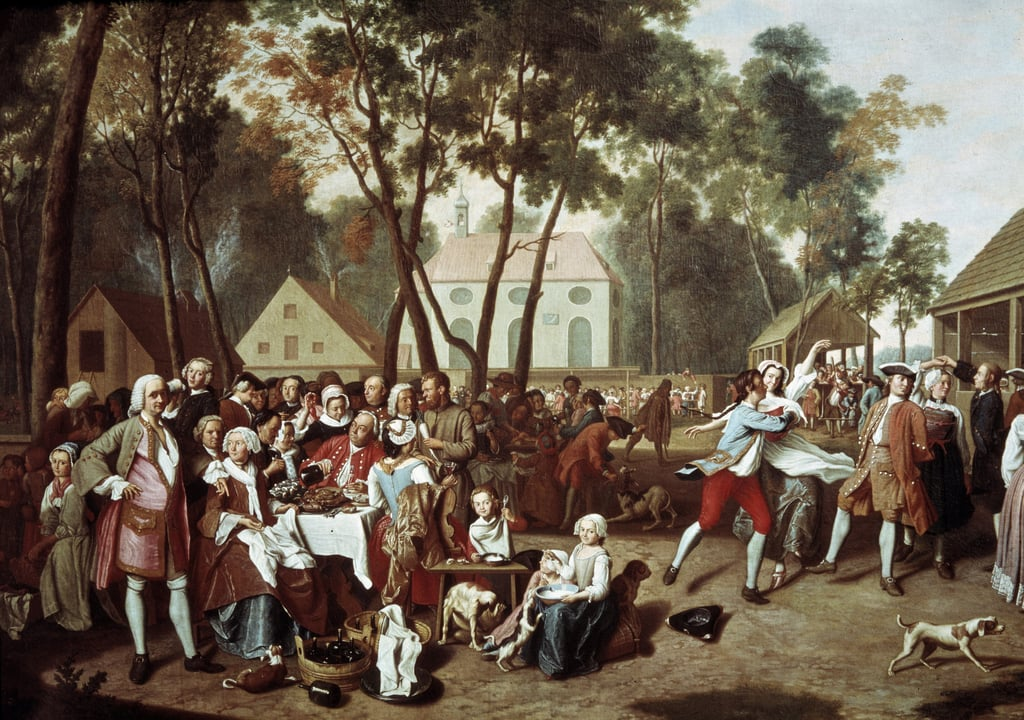
Kirchweih an der Dreifaltigkeitskapelle, Gemälde von Peter Jakob Horemans um 1746

1698 erfolgte ein Neubau, ebenso die Einweihung der neuen Kapelle und bereits 1755 eine Umgestaltung mit Stuckdekor und Deckenfresken im Rokokostil. Bauherr für Neubau und Umgestaltung war der Münchner Magistrat, aus dessen Reihen die Vorstände des Spitals kamen, die als Spitalhochmeister für die Verwaltung des Spitals und der dazugehörigen Schwaige Hesselohe verantwortlich waren. Vermutlich war auch Max III. Josephs Geheimer Rat Johann Maximilian IV. Emanuel von Preysing bei der Umgestaltung als Berater und Stifter beteiligt. Die Wappen im Gewölbe der Kapelle erinnern an sie alle. Gerne suchten die Münchner diesen Ort auf, vor allem am Kirchweihfest der Kapelle Heilige Dreifaltigkeit am Pfingstmontag sowie am Fest Peter und Paul anlässlich des seit 1779 stattfindenden Jahrmarkts, bei dessen Eröffnung selbst Kurfürst Karl Theodor mit Gemahlin vor Ort war. 
Als die Schwaige 1808 in private Hände überging und das Heilig-Geist-Spital nach einer kurzen Phase unter königlich-staatlicher Administration, die mit den Verwaltungsreformen der Säkularisation zusammengehangen hatte, 1818 wieder in kommunaler Hand war, kam es in der Folgezeit zum Streit über die Zugehörigkeit der Kapelle. Der Münchner Magistrat beanspruchte die Dreifaltigkeitskapelle als Teil des Heilig Geist Spitals, die Pfarrei von Sendling-Thalkirchen sprach von ihrer Filialkirche, die zum Seelsorgs-Bereich des Pullacher Benefiziaten gehöre, auch der neue Besitzer der Schwaige versuchte sein Besitzrecht geltend zu machen. Aufgrund der nicht eindeutigen Quellen kam es zu einem Vergleich. Der neue Besitzer musste sich verpflichten, die Kapelle für kirchliche Zwecke zu erhalten und auf eine Zweckentfremdung als Getreide- und Rumpelkammer zu verzichten, die Pfarrei Sendling-Thalkirchen wurde für die gottesdienstlichen Belange für zuständig erklärt, und das Heilig-Geist-Spital mit der Auflage, das Pullacher Benefizium aufzubessern, als Besitzer bestätigt. 
Nachdem Pullach Heilig Geist 1875 aus der Pfarrei Sendling-Thalkirchen herausgelöst und zu einer eigenen Pfarrei erhoben wurde mit Solln Johann Baptist als Filiale, wurde die Dreifaltigkeitskapelle in der statistischen Beschreibung des Erzbistums München-Freising von 1880 als Nebenkirche der Pfarrei Pullach im Weiler Großhesselohe (31 Seelen, 5 Häuser) aufgeführt, für die beim Münchner Magistrat Baupflicht und Vermögensverwaltung lagen. Noch heute gehört sie der Heiliggeistspital-Stiftung in Verwaltung der Stadt München. 
1949 wurde die Gemeinde der Dreifaltigkeitskapelle angesichts des sprunghaften Anstiegs der Gemeindemitglieder zur Pfarrkuratie und wenig später, 1956, zur selbstständigen Pfarrei. An dem Platz, der heute den Namen ihres ersten Pfarrers, Ernst Leibrecht, trägt, wurde 1952 die neue Dreifaltigkeits-Kirche eingeweiht. Die Kapelle am Isarhang für 1000 Katholiken in Großhesselohe und nur Platz für 100, von denen wiederum nur 42 sitzen konnten, war definitiv zu klein. Die enge Verbundenheit, die infolge der langen gemeinsamen kirchlichen Geschichte zwischen Pullach und Großhesselohe gewachsen war, wurde mit der Errichtung des Pfarrverbands Pullach-Großhesselohe 1992 in der Hand nur eines Pfarrers amtlich. Gemeinsam ist nun die Pfarrgemeinde unterwegs, wobei die alte Dreifaltigkeitskapelle eingebunden bleibt, vor allem am Fronleichnamsfest, bei dem bei gutem Wetter die traditionelle Gebetsprozession von Pullach nach Großhesselohe an der Dreifaltigkeitskapelle den letzten Altar erreicht und die Waldwirtschaft zur weltlichen Nachfeier einlädt.

## Architektur

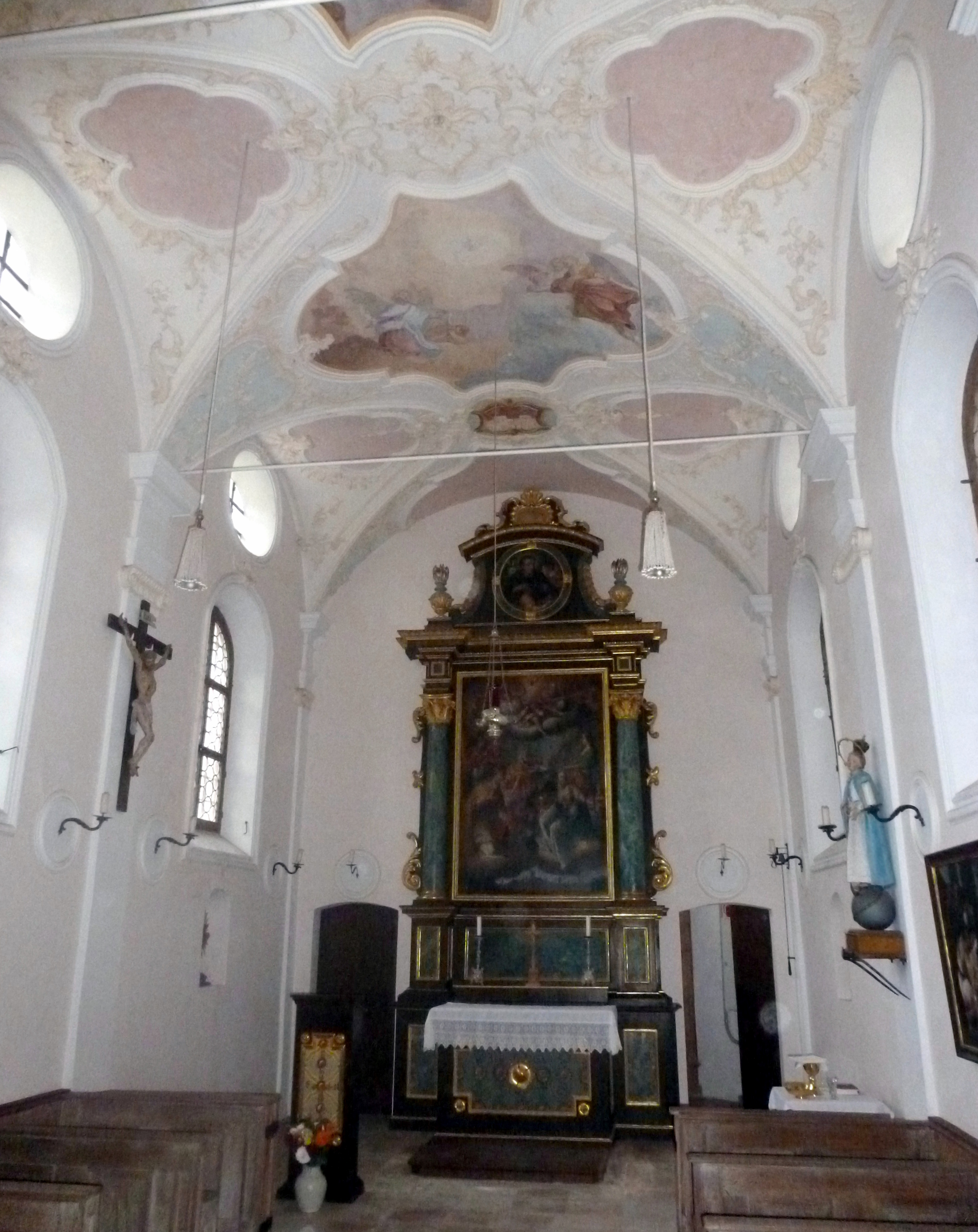
Innenraum

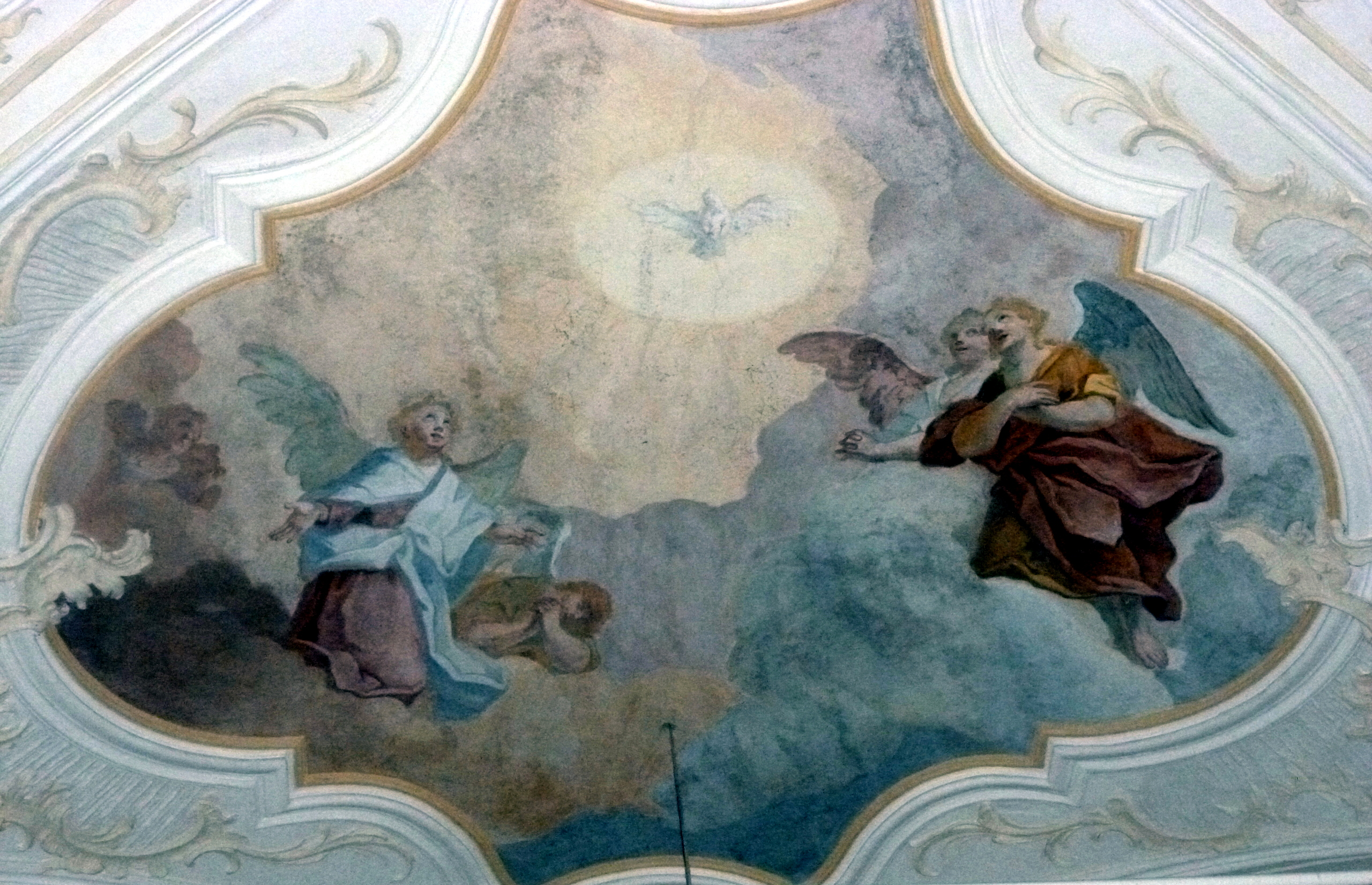
Verehrung des Heiligen Geist

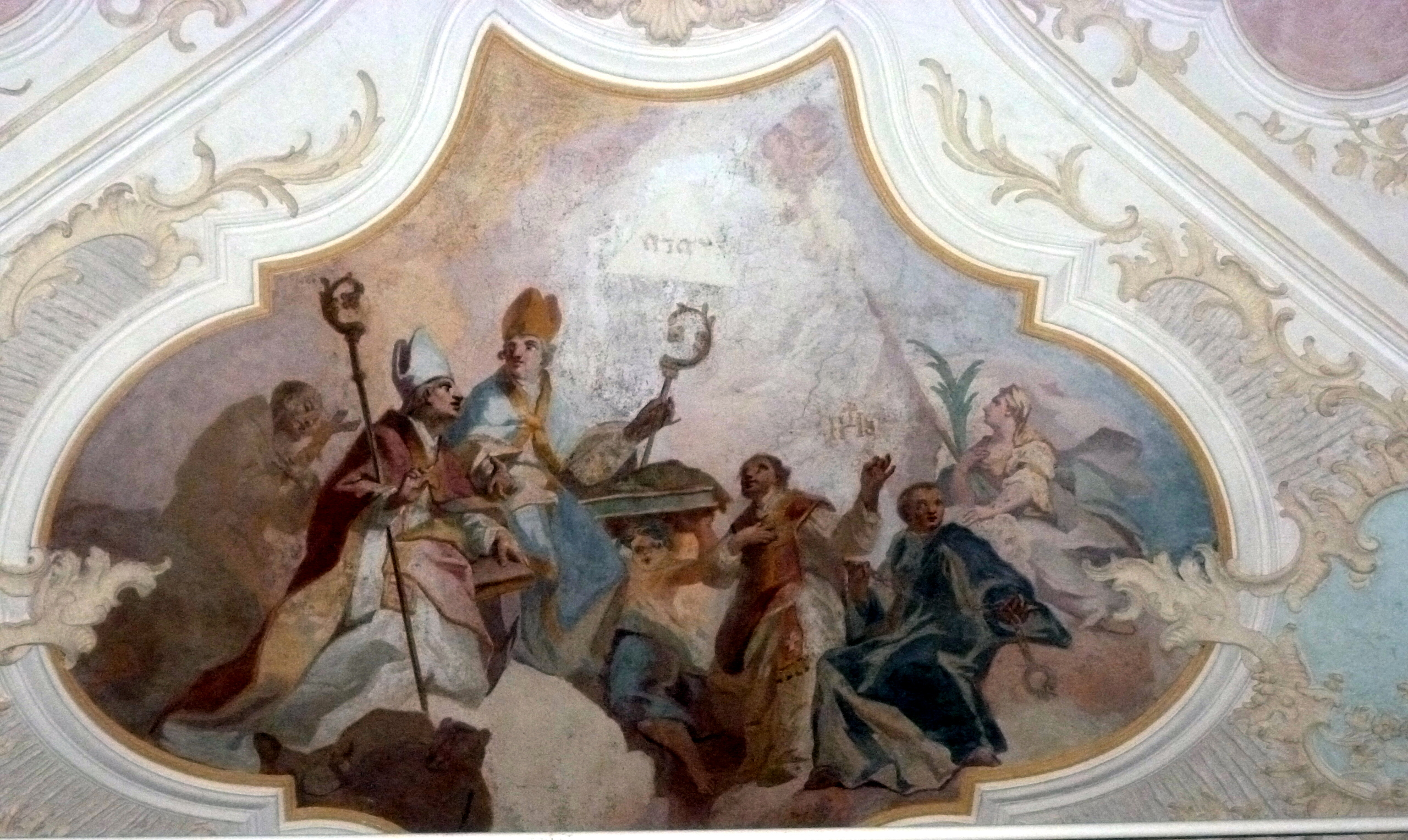
Anbetung der Trinität

Der rechteckige Saalbau mit dreiseitigem Chor hat ein Satteldach, das im Osten über dem Chor entsprechend abgewalmt und im Westen von einem sechseckigen Dachreiter aus Holz bekrönt ist. Die hohe rechteckige eingezogene Vorhalle mit Walmdach im Westen, über deren mittigem Eingangsportal sich ein geschwungenes Vordach wölbt, ist eine Erweiterung, die wie die Zwiebelhaube auf dem Dachreiter 1755 im Rahmen der Umgestaltung im Rokokostil hinzukam. Bei der Strukturierung der Außenwände erscheint die Dreizahl der Rundbogenfenster und der Okuli an den beiden Längsseiten und der Vorhalle indirekt auf die Trinität, das Patrozinium der Kapelle hinzuweisen. Der Kapellenraum ist durch die 1755 erfolgte Abmauerung seines dreiseitigen, nicht eingezogenen Chorschlusses ein rechteckiger pilastergegliederter Saalbau mit schmalen Bankblöcken zu beiden Seiten. Während der Chorraum, der als Sakristei dient, den ursprünglichen einfachen Rahmenstuck bewahrt, erhielt die flache Gewölbetonne mit Stichkappen im Langhaus 1755 Stuckdekor mit pflanzlichen Motiven, die dem jungen Franz Xaver Feuchtmayer dem Jüngeren (1735–1803) aus der Werkstatt des Johann Baptist Zimmermann zugeschrieben werden (Dehio). Als Werk des Freskanten Martin Heigl, der in den letzten Lebensjahren Johann Baptist Zimmermanns engster Mitarbeiter war, gelten die beiden Deckenfresken in gekehlten Stuckrahmen. Sie zeigen in zurückhaltender Farbigkeit die lichtumstrahlte Taube des Heiligen Geistes, den Engel in Gesten der Ehrfurcht verehren und die Heilige Dreifaltigkeit im Symbol des Dreiecks mit dem hebräischen Gottesnamen und darunter in Anbetung auf Wolken die Schutzpatrone der Diözese München und Freising bzw. der Stadt München, die bischöflichen Heiligen mit Mitra und Krummstab, Korbinian in Begleitung seines Bären und Benno mit seinem Attribut, dem Fisch, auf dem von einem Engel emporgehobenen Buch, sowie die Heiligen Franz von Assisi mit Kruzifix, Patron der Eremiten, Ignatius von Loyola mit dem Wahlspruch der Jesuiten IHS (Iesum Habemus Socium-wir haben Jesus als Gefährten) in der Monstranz, Leonhard, Eremit und Viehpatron, und eine weibliche Märtyrerin, die als Regina, Schutzherrin der Zimmerleute, gedeutet wird. Über der Empore im Westen befinden sich die gemalten Wappen der Stiftshochmeister des Heilig Geist Spitals in München aus den Reihen des Münchner Magistrats, Ferdinand Barth von Harmating (1698) und Franz Christoph Oefele (1698) zwischen denen der Stiftshochmeister von 1755 Johann Franz Ossinger und Balthasar Wilhelmseder, und am Gewölbe des Langhauses die Wappen der Stadt München und des Grafen Johann Maximilian IV. Emanuel von Preysing (1687–1764), der unter drei bayerischen Kurfürsten höchste Hofämter bekleidete.

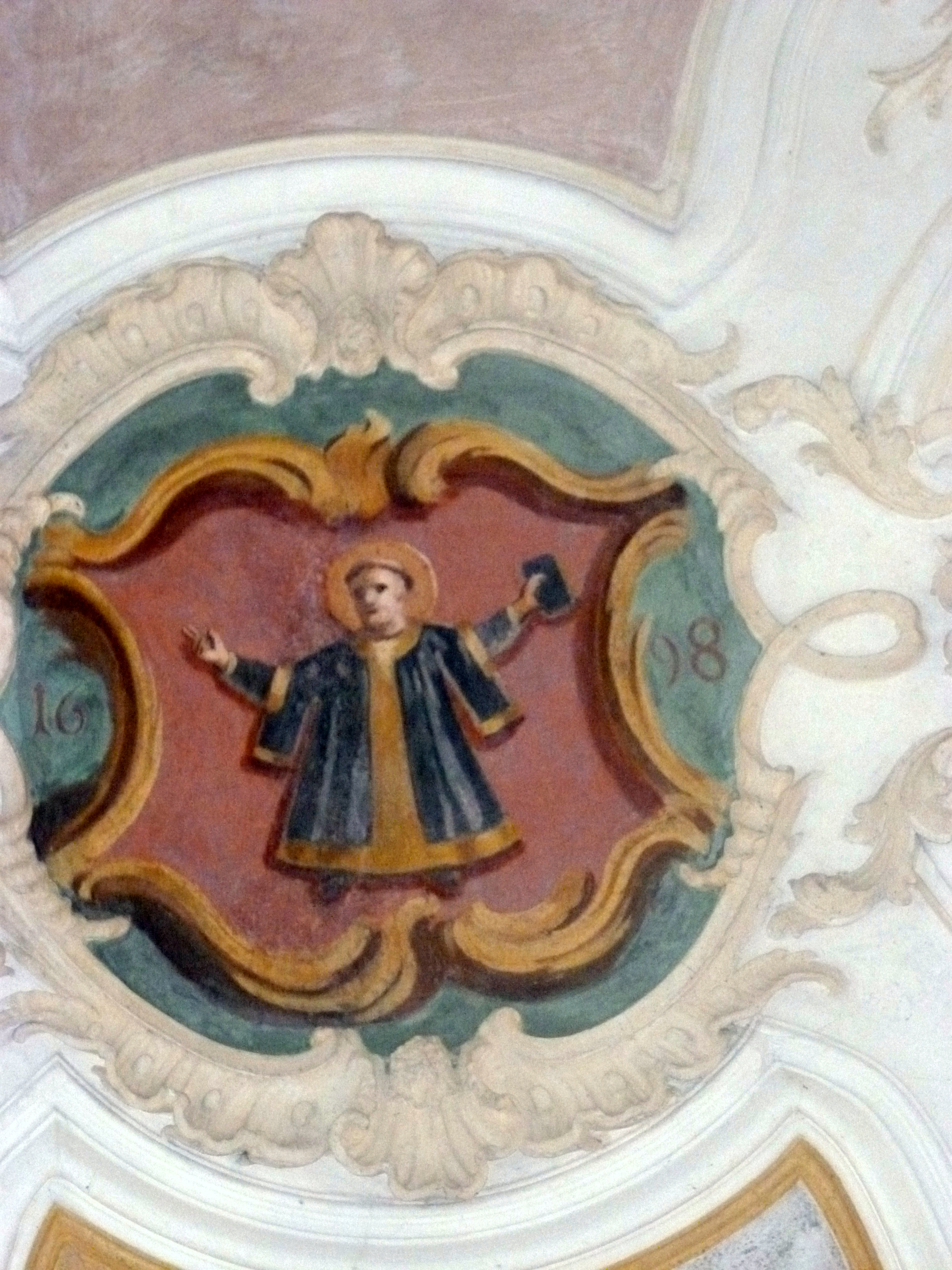
Wappen der Stadt München
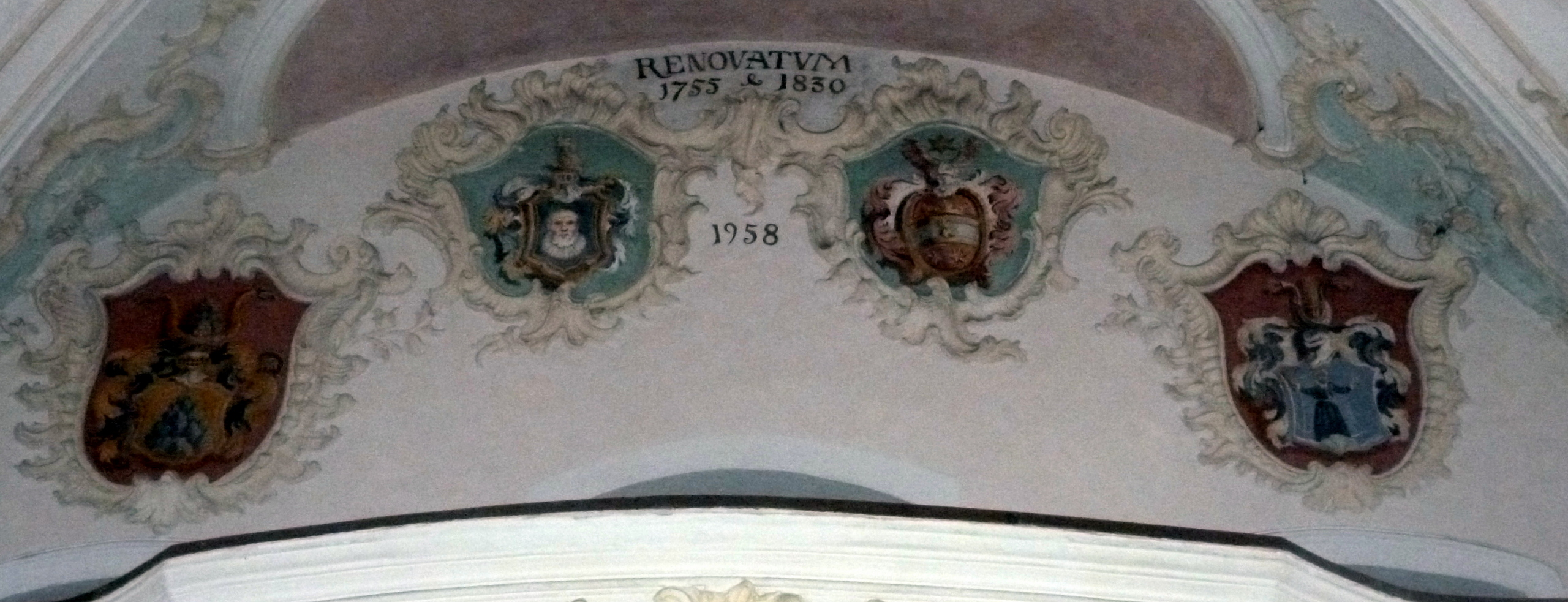
Wappen der Spitalhochmeister
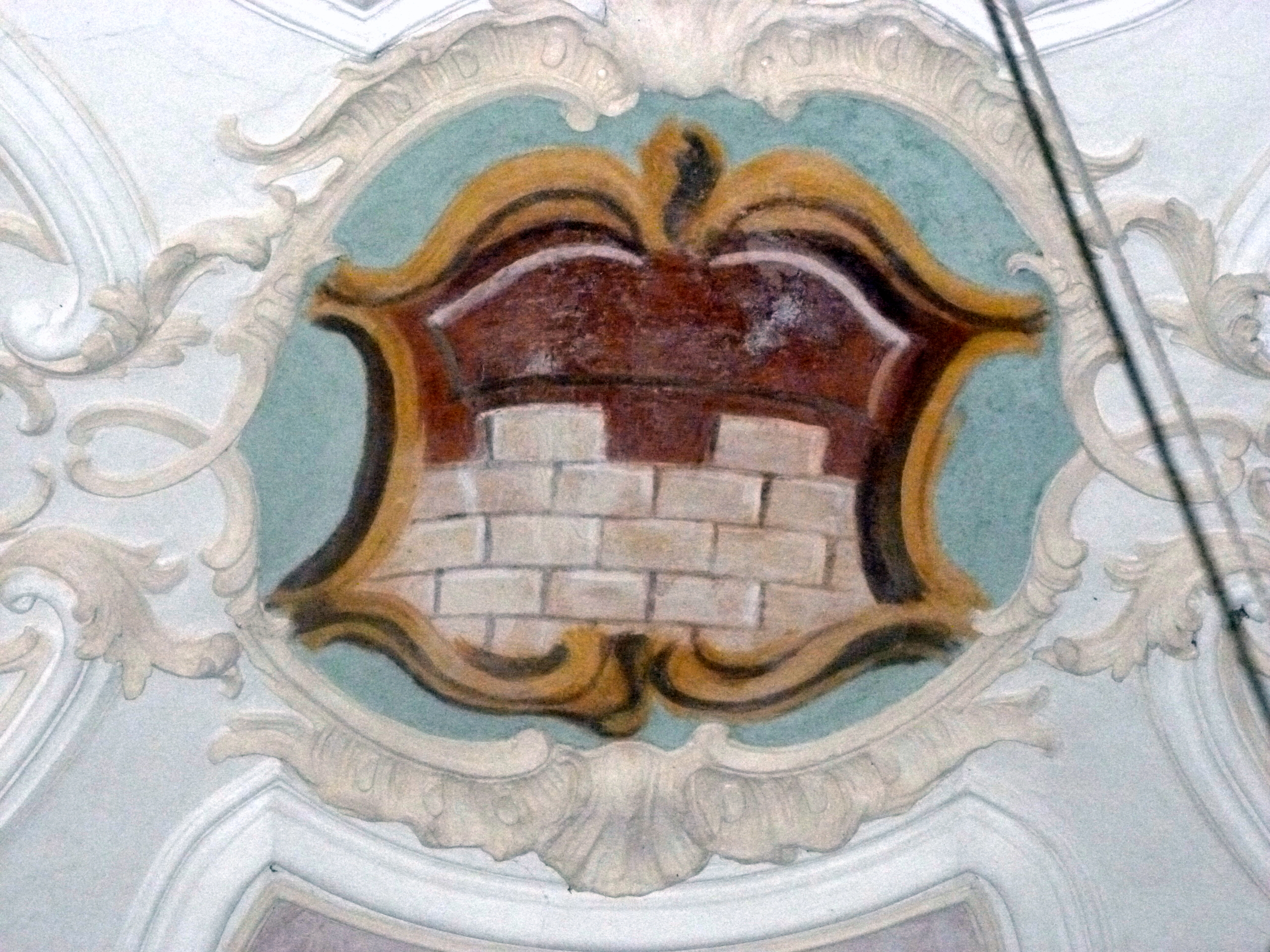
Preysing-Wappen

## Ausstattung (Auswahl)

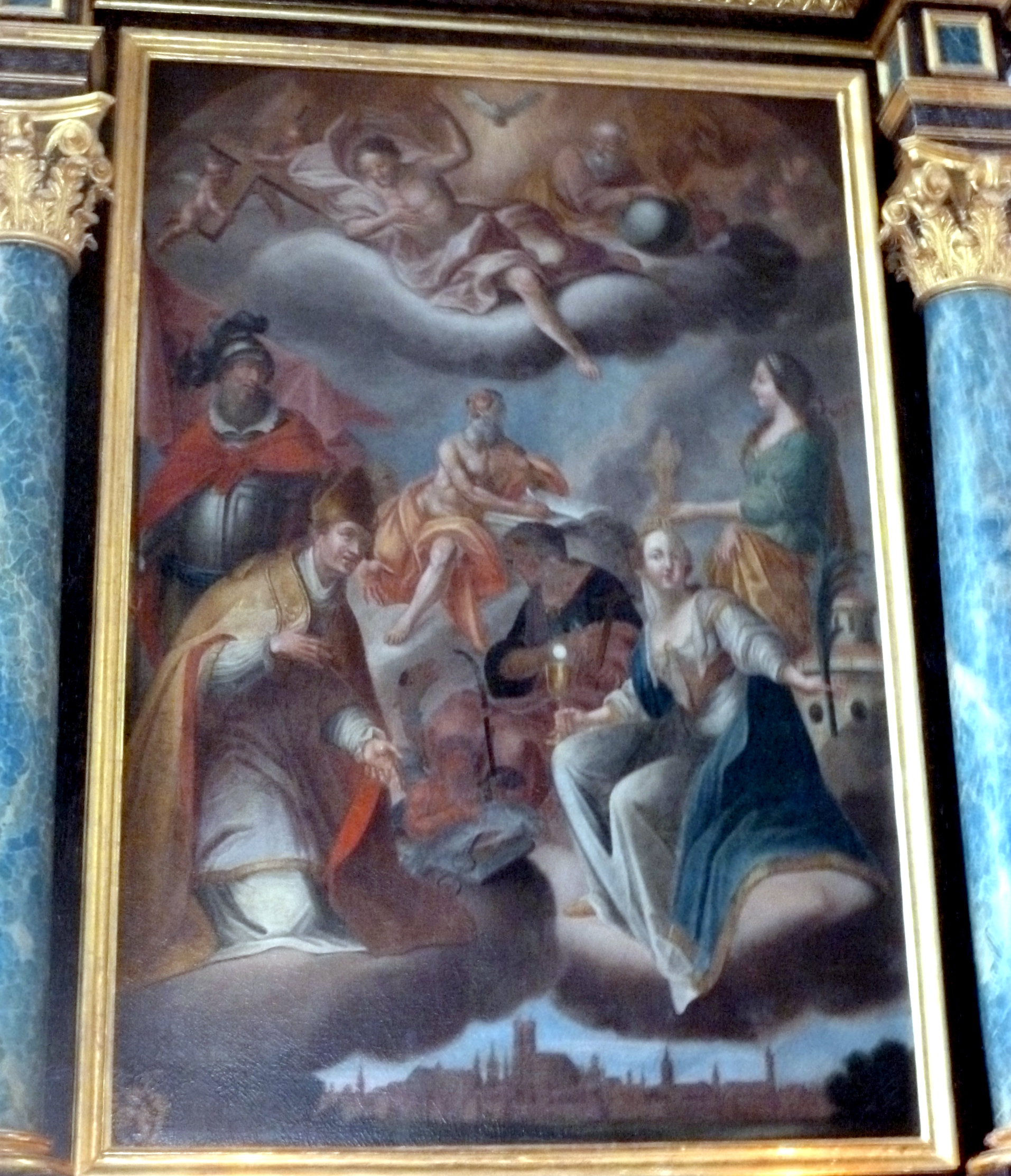
Altar

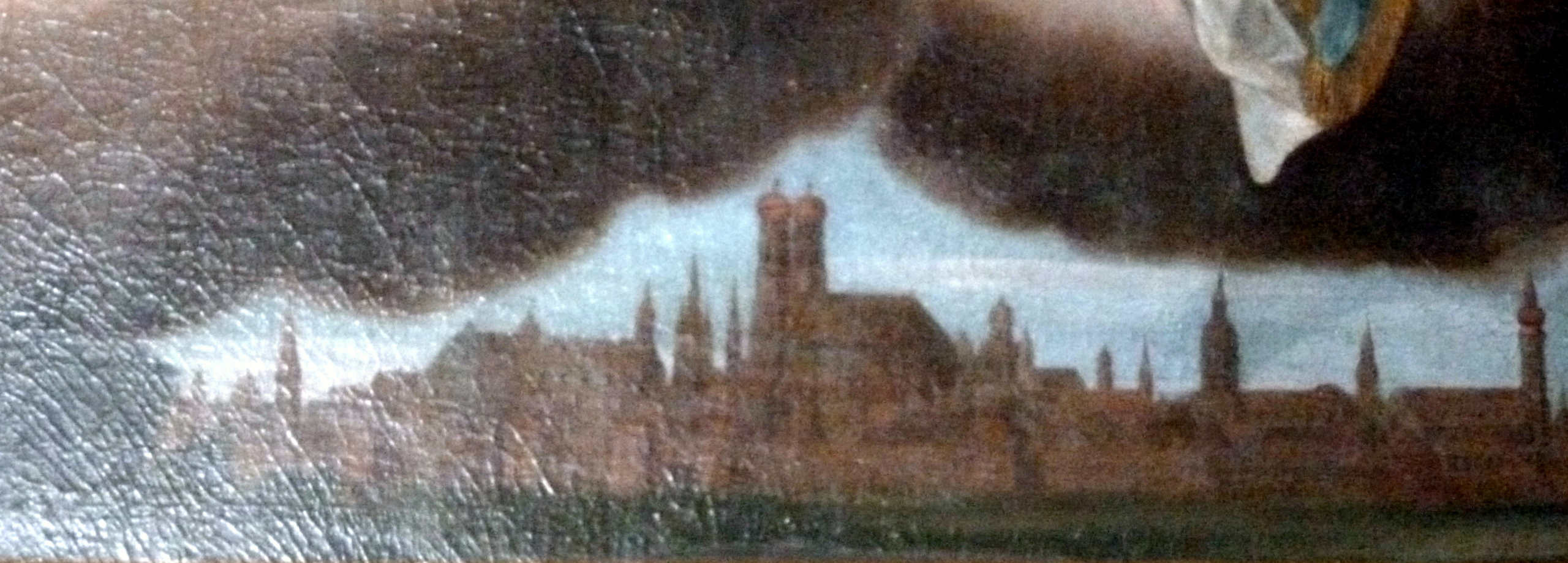
Ansicht von München

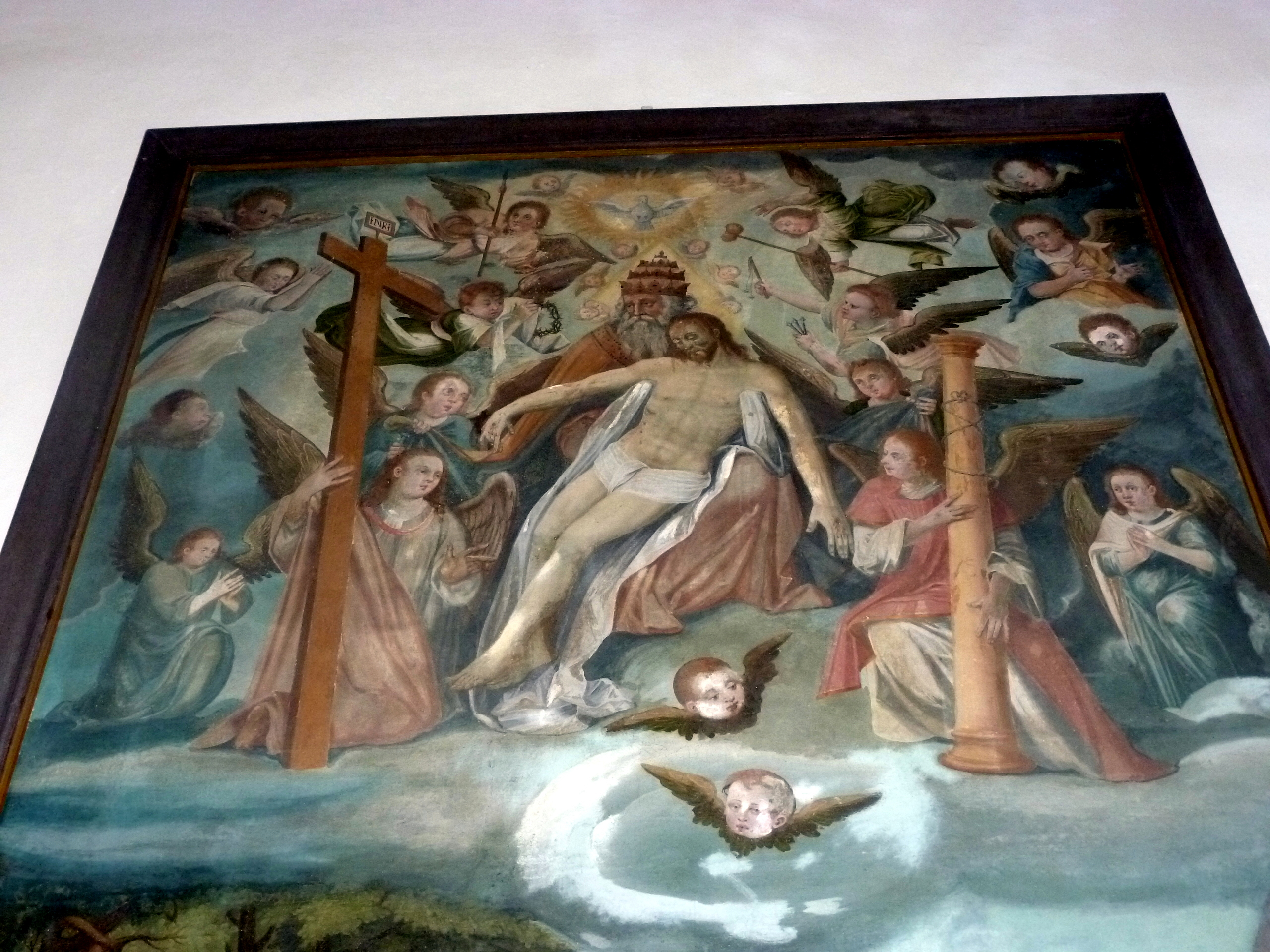
Altar in Sakristei (Ausschnitt 1)

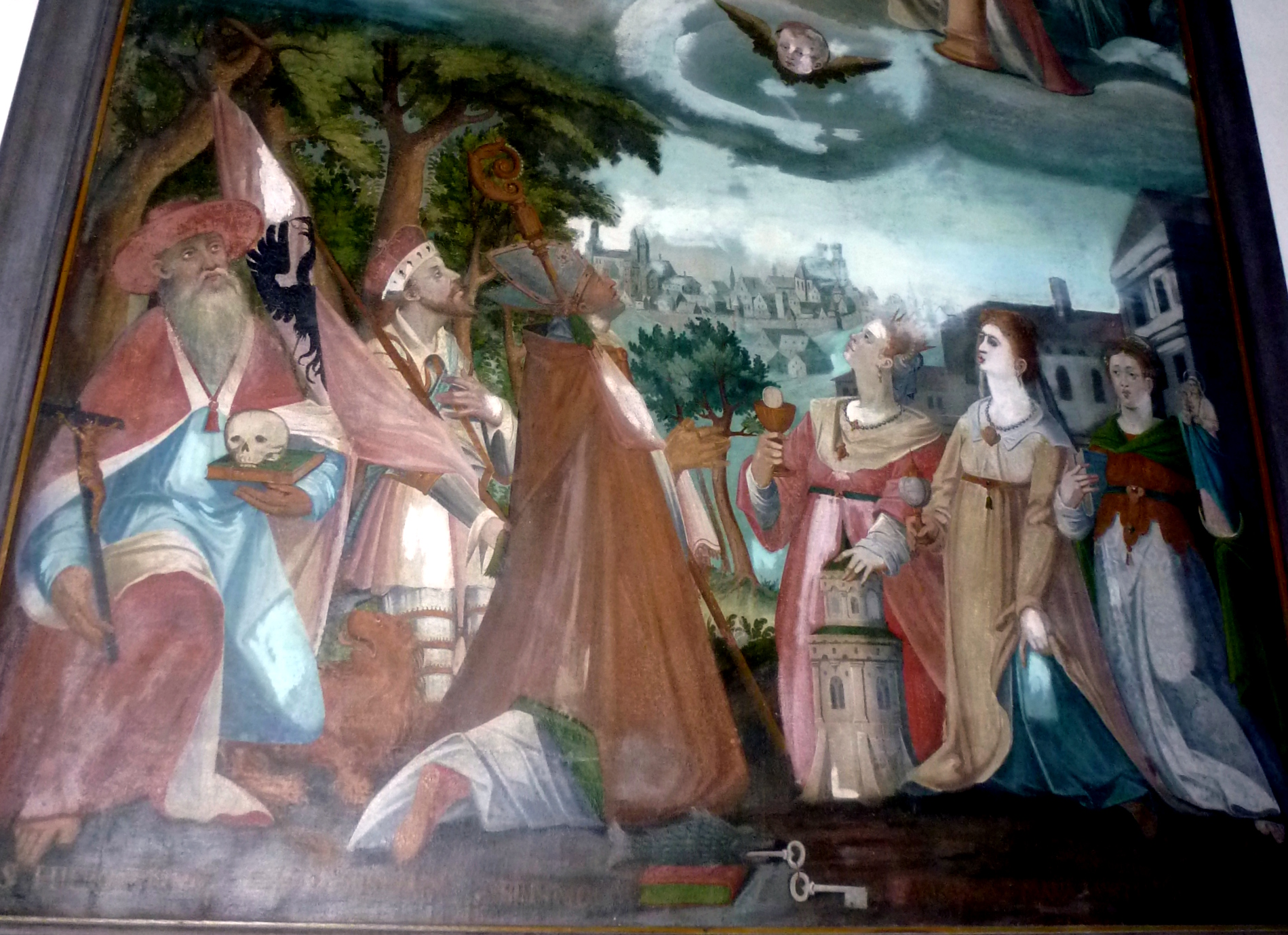
Altar in Sakristei (Ausschnitt 2)

- Das Altarretabel in Form einer Ädikula mit blau marmorierten Säulen und einem Rundmedaillon im Auszug sowie das Altargemälde (1698) stammen von Benedikt Albrecht (um 1655–1730), der unter anderen 1694–96 im Augustiner-Chorherrenstift Reichersberg am Inn (Oberösterreich) und 1713/15 im ehemaligen Augustiner-Chorherrenstift Herrenchiemsee gearbeitet hat. Wie eines der Deckenfreskos nimmt das Ölgemälde Bezug auf das Patrozinium der Kapelle. Unter der Heiligen Dreifaltigkeit in der himmlischen Sphäre befinden sich Heilige, die die Stadt München, die in der untersten Zone als Silhouette erscheint, dem Schutz der Heiligen Dreifaltigkeit anempfehlen, allen voran der Stadtpatron Münchens Bischof Benno mit Buch und Fisch neben Barbara mit Turm, im Hintergrund Hieronymus und Magdalena als Eremiten zwischen Heiligen aus dem Haus Andechs-Meranien, Hedwig von Andechs mit einer Mariensstatuette in der ausgestreckten Hand und Graf Rasso als Ritter in Harnisch mit Standarte.

- Das Medaillon im Altarauszug über dem Ädikulagebälk stellt den Augustinereremiten Nikolaus von Tolentino dar. Der Heilige, der ein asketisches Leben führte, war ein großer Helfer der Armen und Kranken.

- In der Sakristei befindet sich ein weiteres Gemälde in Altarbild-Größe. Es stammt vermutlich aus der Vorgängerkapelle, da es eine ältere Fassung (wohl aus dem 17. Jahrhundert) des Bildthemas des Altarbildes ist. Es ist zweigeteilt, in der oberen Hälfte die Heilige Dreifaltigkeit im Bildtypus des sogenannten Gnadenstuhls umgeben von den Arma Christi, Kreuz mit dem Titulus crucis INRI, Lanze, Geißelsäule, Dornenkrone, Geisel, essiggetränktem Ysopstab und Kreuzigungsnägel in den Händen von Engeln, darunter in Anbetung die Heiligen (siehe oben Altargemälde 1698), links Hieronymus, Rasso und Bischof Benno mit Fisch- und Schlüsselattribut und Barbara mit Turm, dessen drei Fenster als Sinnbild der Dreifaltigkeit gedeutet werden, Magdalena und Hedwig von Andechs rechts, mittig im Hintergrund die Silhouette von München mit den Türmen der Frauenkirche und vermutlich dem Heiliggeist-Spital mit Heilig-Geist-Kirche.

- An der Südwand hängt ein ehemaliges Antependium mit der Auferweckung des Lazarus (um 1700): Lazarus, der in aufrechter Sitzhaltung auf einer Gruftplatte von seinen Leichentüchern befreit wird, vor Jesus und Lazarus’ Schwestern Maria und Martha, sowie weitere Begleitpersonen (NT Johannes 11, 1–4).

- An der Nordwand Kruzifix, der Gekreuzigte mit den blutigen Spuren der Geißelung am ganzen Körper, aus dem Ende des 17. Jahrhunderts[22]